# 住岩サービスエリア
住岩サービスエリア（チュアムサービスエリア）は全羅南道順天市の湖南高速道路上にあるサービスエリア。

## 道路
- 湖南高速道路

## 施設

### 天安方向
- 食堂
- ガソリンスタンド（HD現代オイルバンク）（LPG充填所併設）
- 駐車場

### 順天方向
- 食堂
- ガソリンスタンド（HD現代オイルバンク）
- 駐車場（大型31台、小型60台）

## 隣
住岩IC - 住岩SA - 石谷IC